# 멕시미외 캉통
멕시미외 캉통(프랑스어: Canton de Meximieux)은 프랑스의 캉통 중 하나로, 오베르뉴론알프 레지옹의 앵 주에 위치해 있다.
2015년 3월 프랑스 캉통 개편으로 소속 코뮌이 12개에서 15개로 늘었다. 관청 소재지는 멕시미외이다.

## 지리
부르캉브레스 아롱디스망에 속해 있는 캉통이다. 해발고도는 182m부터 323m (생모리스드구르당)까지이며, 평균고도는 248m (빌리외로예모용)이다.

## 인구
| 연도        | 인구   | ±% p.a. |
| ----------- | ------ | ------- |
| 2013        | 32,208 | —       |
| 2018        | 33,254 | +0.64%  |
| 출처: INSEE |        |         |

## 코뮌
멕시미외 캉통에는 다음과 같은 코뮌이 속해 있다.
- 발랑
- 벨리뇌
- 부르생크리스토프
- 브레솔
- 다뇌
- 파라망
- 주아외
- 멕시미외
- 르몽텔리에
- 몽뤼엘
- 페루주
- 피제
- 리니외르프랑
- 생트크루아
- 생텔루아

## 같이 보기
- 앵 주의 캉통
- 프랑스의 캉통